# Längdhopp för damer i friidrott vid olympiska sommarspelen 2012

Damernas längdhopp vid olympiska sommarspelen 2012, i London i Storbritannien avgjordes den 7-8 augusti på Londons Olympiastadion. Tävlingen inleddes med en kvalomgång där alla deltagare fick försöka kvalificera sig till finalen. De tävlande fick tre chanser var att hoppa längre än kvalgränsen. Om färre än 12 deltagare uppnått kvalgränsen när alla deltagare hoppat sina tre hopp gick de 12 bästa vidare. Därefter hölls finalen och alla fick återigen tre hopp var; de åtta bästa deltagarna fick slutligen ytterligare tre hopp. Maurren Maggi från Brasilien var regerande mästare efter hennes seger i Peking 2008.

## Medaljörer
| Event     | Guld               | Guld               | Silver                   | Silver                   | Brons             | Brons             |
| Längdhopp | Brittney Reese USA | Brittney Reese USA | Jelena Sokolova Ryssland | Jelena Sokolova Ryssland | Janay DeLoach USA | Janay DeLoach USA |

## Rekord
Före tävlingarna gällde dessa rekord:
| Världsrekord (WR)     | Galina Tjistjakova (URS)   | 7,52 m        | Leningrad, Sovjetunionen | 11 juni 1988  | [ 4 ] |
| Olympiskt rekord (OR) | Jackie Joyner-Kersee (USA) | 7,40 m        | Seoul, Sydkorea          | 29 sept. 1988 | [ 5 ] |
| Världsårsbästa (WL)   | ej fastställt              | ej fastställt | ej fastställt            | ej fastställt |       |

## Program
Tider anges i lokal tid, det vill säga västeuropeisk sommartid (UTC+1).
7 augusti
- 19:05 – Kval

8 augusti
- 20:05 – Final

## Resultat

### Försöksomgång
Den inledande kvalomgången hölls den 7 augusti.
| Placering | Grupp | Namn                        | Nationalitet   | #1   | #2   | #3   | Resultat | Noteringar |
| --------- | ----- | --------------------------- | -------------- | ---- | ---- | ---- | -------- | ---------- |
| 1         | A     | Shara Proctor               | Storbritannien | 6.83 | -    | -    | 6.83     | Q          |
| 2         | B     | Janay DeLoach               | USA            | 6.81 | -    | -    | 6.81     | Q          |
| 3         | A     | Karin Mey Melis             | Turkiet        | 6.80 | -    | -    | 6.80     | Q          |
| 4         | A     | Jelena Sokolova             | Ryssland       | 6.63 | 6.71 | -    | 6.71     | Q          |
| 5         | B     | Ineta Radēviča              | Lettland       | 6.58 | 6.59 | 6.68 | 6.68     | q          |
| 6         | A     | Nastassia Mirontjyk-Ivanova | Belarus        | 6.55 | 6.62 | 6.66 | 6.66     | q          |
| 7         | B     | Anna Nazarova               | Ryssland       | x    | 6.62 | x    | 6.62     | q          |
| 8         | A     | Ljudmila Koltjanova         | Ryssland       | 6.57 | x    | 6.54 | 6.57     | q          |
| 9         | A     | Brittney Reese              | USA            | x    | x    | 6.57 | 6.57     | q          |
| 10        | B     | Éloyse Lesueur              | Frankrike      | 6.48 | x    | 6.38 | 6.48     | q          |
| 11        | A     | Ivana Španović              | Serbien        | x    | 6.21 | 6.41 | 6.41     | q          |
| 12        | B     | Veronika Sjutkova           | Belarus        | 6.01 | 6.21 | 6.40 | 6.40     | q          |
| 13        | B     | Arantxa King                | Bermuda        | 6.40 | x    | 6.20 | 6.40     |            |
| 14        | A     | Volha Sudarava              | Belarus        | 6.38 | 6.35 | 6.13 | 6.38     |            |
| 15        | B     | Maurren Higa Maggi          | Brasilien      | 6.37 | x    | 6.27 | 6.37     |            |
| 16        | B     | Chelsea Hayes               | USA            | 6.11 | 6.37 | 6.05 | 6.37     |            |
| 17        | A     | Blessing Okagbare           | Nigeria        | 6.32 | 6.20 | 6.34 | 6.34     |            |
| 18        | A     | Bianca Stuart               | Bahamas        | 5.30 | 6.31 | 6.32 | 6.32     |            |
| 19        | B     | Concepción Montaner         | Spanien        | 6.30 | 6.13 | x    | 6.30     |            |
| 20        | B     | Viktorija Rybalko           | Ukraina        | x    | 6.21 | 6.29 | 6.29     |            |
| 21        | B     | Sostene Moguenara           | Tyskland       | 6.23 | x    | x    | 6.23     |            |
| 22        | A     | Marestella Torres           | Filippinerna   | 5.98 | 6.21 | 6.22 | 6.22     |            |
| 23        | A     | Ola Sesay                   | Sierra Leone   | 6.22 | 5.77 | 5.91 | 6.22     |            |
| 24        | B     | Viorica Țigău               | Rumänien       | 6.21 | x    | x    | 6.21     |            |
| 25        | B     | Irene Pusterla              | Schweiz        | 6.20 | 6.14 | 4.88 | 6.20     |            |
| 26        | A     | Marharjta Tverdohlib        | Ukraina        | x    | 6.19 | 6.19 | 6.19     |            |
| 27        | B     | Jana Velďáková              | Slovakien      | 6.02 | 6.18 | x    | 6.18     |            |
| 28        | A     | Lauma Grīva                 | Lettland       | 6.10 | 5.96 | 6.08 | 6.10     |            |
| i.u.      | A     | Maiko Gogoladze             | Georgien       | x    | x    | x    | NM       |            |
| i.u.      | A     | Julija Tarasova             | Uzbekistan     | x    | x    | x    | NM       |            |
| i.u.      | B     | Caterine Ibargüen           | Colombia       | –    | –    | –    | DNS      |            |
| i.u.      | B     | Margrethe Renstrøm          | Norge          | –    | –    | –    | DNS      |            |

### Final
Finalen planeras ägde rum den 8 augusti.
| Placering | Idrottare                   | Nationalitet   | 1    | 2    | 3    | 4    | 5    | 6    | Resultat | Noteringar |
| --------- | --------------------------- | -------------- | ---- | ---- | ---- | ---- | ---- | ---- | -------- | ---------- |
| 1         | Brittney Reese              | USA            | x    | 7.12 | x    | x    | 6.69 | x    | 7,12     |            |
| 2         | Jelena Sokolova             | Ryssland       | 6.80 | 7.07 | 6.84 | 6.93 | 6.78 | 6.79 | 7,07     | SB         |
| 3         | Janay DeLoach               | USA            | 6.77 | x    | 6.71 | 6.74 | 6.89 | x    | 6,89     |            |
| 4         | Ineta Radēviča              | Lettland       | 6.88 | 6.77 | 6.74 | x    | x    | 6.79 | 6,88     | SB         |
| 5         | Anna Nazarova               | Ryssland       | x    | 6.77 | x    | 6.56 | 6.45 | 6.62 | 6,77     |            |
| 6         | Ljudmila Koltjanova         | Ryssland       | x    | x    | 6.76 | 6.44 | x    | 5.97 | 6,76     |            |
| 7         | Nastassia Mirontjyk-Ivanova | Belarus        | 6.61 | 6.62 | 6.54 | 6.72 | x    | 4.55 | 6,72     |            |
| 8         | Éloyse Lesueur              | Frankrike      | 6.57 | x    | x    | x    | 6.67 | x    | 6,67     |            |
| 9         | Shara Proctor               | Storbritannien | 6.55 | x    | 6.37 | –    | –    | –    | 6,55     |            |
| 10        | Veronika Sjutkova           | Belarus        | 6.37 | 6.54 | 6.53 | –    | –    | –    | 6,54     |            |
| 11        | Ivana Španović              | Serbien        | 4.29 | 6.33 | 6.35 | –    | –    | –    | 6,35     |            |
| i.u.      | Karin Mey Melis             | Turkiet        | –    | –    | –    | –    | –    | –    | DNS      |            |